# Surveyor 1

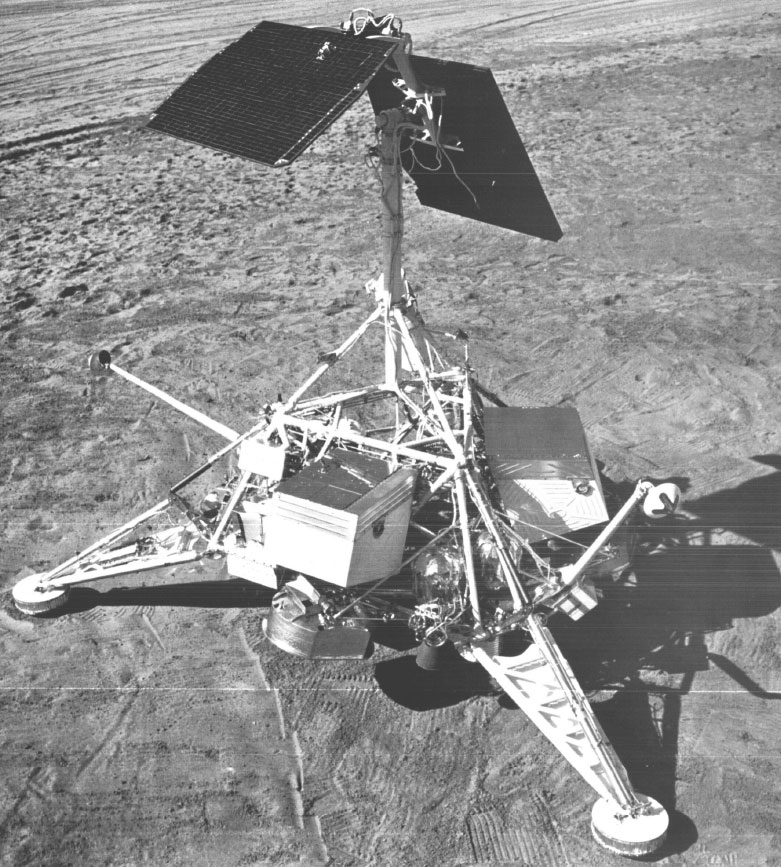
Maqueta de la sonda Surveyor.

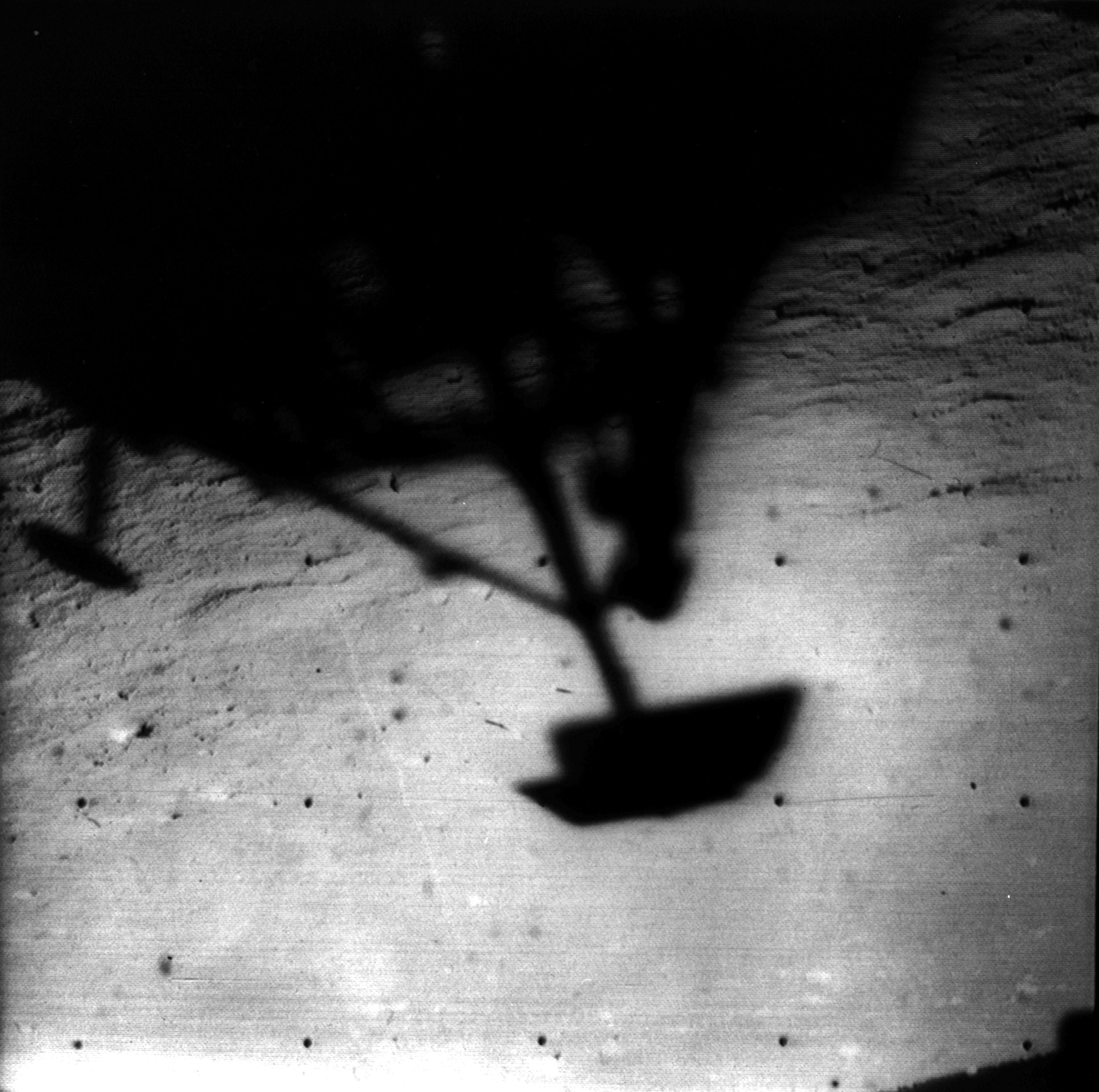
La sombra del Surveyor 1 sobre la superficie lunar.

La Surveyor 1, del Programa Surveyor, fue la primera sonda estadounidense en alunizar, en mayo de 1966. Con esta misión la NASA empezó a estudiar la Luna y a planear un posible alunizaje tripulado.
Durante un período de aproximadamente 30 días, el Surveyor 1 transmitió más de 11 000 fotografías, así como datos sobre la superficie y la temperatura de la luna.